# Cronomacchina molto lenta
Cronomacchina molto lenta (The Very Slow Time Machine) è una raccolta di racconti di fantascienza dello scrittore britannico Ian Watson pubblicata nel 1979. Il titolo è ripreso da quello di uno dei racconti contenuti, candidato al Premio Hugo per il miglior racconto breve nel 1979.
La raccolta è stata pubblicata in italiano nel giugno 1980 dalla collana di fantascienza Urania, volume numero 838. 

## Elenco dei racconti
- Cronomacchina molto lenta (The Very Slow Time Machine)
- Il dio Sole (The Blood Like Milk)
- Lo sgabello di legno di stella (Sitting On a Starwood Stool)
- Agorafobia, anno 2000 (Agorafobia A.D. 2000)
- Love story programmata (Programmed Love Story)
- L'artistica ragazza (The Girl Who Was Art)
- Le barriere catastrofiche (Our Loves So Truly Meridional)
- Sogni d'immunità (Immune Dreams)
- L'anima nella boccia di vetro (My soul Swings In a Goldfish Bowl)
- L'occhio della rana (A Time-Span to Conjure With)
- Una sola parola (On Cooking the First Hero in Spring)